# 新浜公園
新浜公園（しんはまこうえん）は、福島県福島市新浜町にある都市公園（近隣公園）である。

## 概要
かつての福島地方裁判所跡地に1970年（昭和45年）3月28日開設された。総面積約0.99ヘクタール。県庁通り沿いに立地しており、住宅や学校、文教施設が多く立ち並んでいることから、園児や児童の遠足や校外学習などで使われる機会も多い。

## 設備
- 噴水（4月～9月）
  - 福島市が猛暑に襲われた際のニュース映像に度々用いられる。
- 築山
  - 石製のタコ型滑り台である。
- 複合遊具
- 近隣の庭
  - 3本の巨大なヒマラヤスギの足元に広がる広場である。
- ふれあい交流センター
  - 管理施設を兼ねた建物。屋根の造形は福島市のシンボルである信夫山を模しており、正面から見ると屋根と山の姿が重なる様に設計されていた。現在は間に高層マンションが建つために現地から信夫山の全景を望むことは出来ない。
- 公衆トイレ
- 生け垣見本園
  - 生け垣として用いられる様々な植物を生育、展示している。

## 周辺
- 福島市立図書館
- 福島市公会堂
- 福島地方気象台
- 福島大学附属小学校
- 福島文化幼稚園

## アクセス
- 福島駅東口バス乗り場より福島交通路線バス、市内循環1コース乗車、新浜公園バス停下車すぐ。